# Macrosiphoniella absinthii
Macrosiphoniella absinthii är en insektsart som först beskrevs av Carl von Linné 1758.  Macrosiphoniella absinthii ingår i släktet Macrosiphoniella och familjen långrörsbladlöss. Arten är reproducerande i Sverige. Inga underarter finns listade i Catalogue of Life.